# 伊原しげかつ
伊原 しげかつ（いはら しげかつ）は、日本の漫画家。

## 人物
- 小学校の演劇会で、おならをしてしまったことが今までで一番恥ずかしかったという。
- 子供の頃は落ち着きがなく、とにかくウロチョロしていた。
- 会いたい人物は中川翔子で、一緒にポケモン対決をしたいと言っている。

## 主な作品
- ポケットモンスターダイヤモンド・パール物語 ポケモンDP
- ポケットモンスターエメラルド挑戦!!バトルフロンティア
- 劇場版ポケットモンスター アドバンスジェネレーション ミュウと波導の勇者 ルカリオ
- 超ガッコウ伝 ガット!!
- DUEL JACK
- デュエル・マスターズ マンガでわかるE1
- デュエル・マスターズ マンガでわかるE2
- デュエルヒーローDASH
- ストーリー・オブ・デュエルマスターズ
- ヒーローバンク
- マジックエアポート
- ウルトラマンブレーザー

その他『ポケットモンスター』の読み切り、『モンスターハンター』の読み切り（『モンスターハンターポータブル3rd コロコロ狩猟団 挑めイビルジョー』）などがある。